# Ivan Ribar
Ivan Ribar (Bosiljevo, Croàcia, 21 de gener de 1881 – Zagreb, Croàcia, 2 de febrer de 1968) va ser un polític croat que va formar part de diversos governs iugoslaus. Ideològicament era paneslau i comunista, va ser un important membre dels partisans iugoslaus, que van resistir l'ocupació nazi de Iugoslàvia.

## Primers anys
Ribar va néixer a Vukmanić (Karlovac) i va obtenir un doctor en Dret. Va treballar com a advocat a Zagreb, Đakovo i Belgrad.
Va perdre tota la seva família durant la Segona Guerra Mundial: els seus dos fills, Jurica i Ivo, i la seva dona, Antonija. Tant Jurica com Ivo van caure en combat el 1943 mentre lluitaven com a partisans, la seva dona va ser executada pels alemanys l'any 1944. Ivo, el seu fill més jove, era el líder de la Lliga de Joves Comunistes de Iugoslàvia durant la guerra, i va ser condecorat després de la seva mort amb l'Ordre d'Heroi del Poble de Iugoslàvia.

### Política
Va ser president de l'Assemblea Parlamentària del Regne dels Serbis, Croats i Eslovens (1920-22), president del Comitè Executiu del Consell Antifeixista d'Alliberament Nacional de Iugoslàvia (del 26 d'octubre de 1942 al quatre de desembre de 1943), president del Presídium de l'Assemblea provisional del Poble (del 4 de desembre de 1943 fins al 5 de març de 1945) i president del Presídium de l'Assemblea Nacional (del 29 de desembre de 1945 fins al catorze de gener de 1953).
Des de la proclamació de la república l'any 1945 fins al 1953 Ribar va ser de iure el cap de l'estat iugoslau. La seva posició com a portaveu parlamentari constitucionalment equivalia a ser president. El 1953 Josip Broz Tito, líder del Partit Comunista i primer ministre, el líder de facto des de 1945, va ser elegit com a president de la República.

### Mort
Ribar va viure els seus últims anys a Zagreb, on va morir el 2 de febrer de 1968 amb vuitanta-set anys.